# Zdravilo za napredno zdravljenje
Zdravílo za naprédno zdrávljenje (ZNZ) je zdravilo za uporabo v humani medicini, ki temelji na genskem, somatskem celičnem zdravljenju ali tkivnem inženirstvu. Razvoj teh zdravil je omogočil nov  znanstveni  napredek  v  celični  in  molekularni biotehnologiji. Pri razvoju zdravil za napredno zdravljenje so v osredju zlasti bolezni, ki zahtevajo korekcijo na genetski (na primer hemofilija), presnovni (na primer sladkorna bolezen) ali celični ravni (na primer bolezni osrednjega živčevja, parkinsonizem), kronične vnetne bolezni  in rakave bolezni; pri teh boleznih namreč obstaja pomembna neizpolnjena medicinska potreba, tržišče za potencialna zdravila pa je znatno.
Ker gre za novejša zdravila, poleg tega pa so še kompleksna in imajo svoje tehnične posebnosti, zanje veljajo tudi določena posebna pravila. Regulatorno osnovo za zdravila za napredno zdravljenje v Evropski uniji je Evropska komisija postavila leta 2007 z Uredbo 1394/2007, ki je začela veljati decembra 2008. V Evropski uniji velja, da je za zdravila za napredno zdravljenje treba pridobiti dovoljenje za promet (DzP) po centraliziranem postopku pri Evropski agenciji za zdravila.

## Vrste zdravil za napredno zdravljenje
Med zdravila za napredno zdravljenje spadajo:
- zdravila za gensko zdravljenje – to so zdravila, ki vsebujejo genski material s terapevtskim, profilaktičnim ali prognostičnim učinkom. Praviloma delujejo tako, da v telo vnesejo rekombinantne gene. Uporabljajo se za zdravljenje različnih bolezni, kot so genske bolezni, rak in druge kronične bolezni (na primer zdravilo alipogentiparvovek za zdravljenje pomanjkanja lipoproteinske lipaze, ki ni več odobreno za uporabo[8]);
- zdravila za somatsko celično zdravljenje – zdravila, ki vsebujejo somatske celice ali tkiva (na primer sipuleucel-T, zdravilo za zdravljenje raka prostate, ki ni več odobreno za uporabo[9]);
- zdravila na osnovi tkivnega inženirstva – vsebujejo celice ali tkiva, spremenjena s postopkom tkivnega inženirstva, tako da lahko zdravijo, obnovijo ali nadomestijo človeško tkivo. Vsebuje lahko celice ali tkiva človeškega ali živalskega izvora ali oboje; tako zdravilo je na primer zdravilo s celicami avtolognega humanega roženičnega epitelija za zdravljenje zmernega do hudega pomanjkanja limbusnih matičnih celic zaradi opekline očesa.[3]

## Odobrena zdravila za napredno zdravljenje v EU
| Nezaščiteno ime zdravila oz. opis zdravila                                                               | Zaščiteno ime zdravila | Vrsta zdravila za napredno zdravljenje  | Datum odobritve v EU | Komentar                                       |
| --- | ---------------------- | --------------------------------------- | -------------------- | ---------------------------------------------- |
| viabilne avtologne hrustančne celice, ekspandirane ex vivo, ki izražajo specifične markerske beljakovine | ChondroCelect          | zdravilo na osnovi tkivnega inženirstva | 5. 10. 2009          | Umik DzP julija 2016 (na pobudo imetnika DzP). |
| alipogentiparvovek (humana različica gena lipoproteinske lipaze LPLS447X v vektorju)                     | Glybera                | zdravilo za gensko zdravljenje          | 25. 10. 2012         | DzP poteklo oktobra 2017.                      |
| avtologni gojeni hondrociti                                                                              | MACI                   | zdravilo na osnovi tkivnega inženirstva | 27. 6. 2013          | DzP poteklo septembra 2014.                    |
| sipuleucel-T (avtologne mononuklearne celice iz periferne krvi)                                          | Provenge               | zdravilo za celično zdravljenje         | 6. 9. 2013           | Umik DzP maja 2015 (na pobudo imetnika DzP).   |
| ekspandiran avtologen humani roženični epitelij z matičnimi celicami                                     | Holoclar               | zdravilo na osnovi tkivnega inženirstva | 17. 2. 2015          |                                                |
| talimogen laherparepvek (gensko spremenjen oslabljen herpes simpleks virus tipa 1)                       | Imlygic                | zdravilo za gensko zdravljenje          | 16. 12. 2015         |                                                |
| avtologna, s CD34+ obogatena celična frakcija s celicami CD34+                                           | Strimvelis             | zdravilo za gensko zdravljenje          | 26. 5. 2016          |                                                |
| alogenske celice T (gensko spremenjene)                                                                  | Zalmoxis               | zdravilo za celično zdravljenje         | 18. 8. 2016          |                                                |
| sferoidi humanih avtolognih hondrocitov                                                                  | Spherox                | zdravilo na osnovi tkivnega inženirstva | 10. 7. 2017          |                                                |
| darvadstrocel                                                                                            | Alofisel               | zdravilo za celično zdravljenje         | 23. 3. 2018          |                                                |
| tisagenlecleucel (gensko spremenjene avtologne celice T)                                                 | Kymriah                | zdravilo za gensko zdravljenje          | 22. 8. 2018          |                                                |
| aksicabtagen ciloleucel (gensko spremenjene avtologne celice T)                                          | Yescarta               | zdravilo za gensko zdravljenje          | 23. 8. 2018          |                                                |
| voretigen neparvovek (vektor za prenos cDNA za humani protein pigmentnega epitelija mrežnice)            | Luxturna               | zdravilo za gensko zdravljenje          | 22. 11. 2018         |                                                |